# 호랑이선생님
《호랑이선생님》은 1981년 3월 16일부터 1986년 10월 31일까지 무려 5년 7개월 15일 동안 MBC에서 방영되었던 어린이 대상의 시츄에이션 드라마 중에서는 최장수 프로그램로 기록되어 있다.

## 개요
- 대한민국 최초의 국민학교(지금의 초등학교) 중심 교육 현장 드라마로 많은 아역 스타가 배출되었다.
- 1981년 1기를 시작으로 1986년 3기까지 초등학교 5학년 5반 주인공들의 성장기를 그렸다.
- 2012년에 호랑이선생님 역을 맡았던 조경환이 별세하였다.
- 2017년 제자 역을 맡았던 황치훈이 투병생활 10년 끝에 작고했다.

## 방송 시간
| 방송 채널 | 방송 기간          | 방송 시간                   |
| --------- | ------------------ | --------------------------- |
| MBC TV    | 1981.3.16~5.22     | 매주 월~금 오후 6:20 (20분) |
| MBC TV    | 1981.5.25~1983.10  | 매주 월~금 오후 6시 (20분)  |
| MBC TV    | 1983.10~1986.10.31 | 매주 월~금 오후 6시 (25분)  |

## 출연

### 선생님
- 조경환(허봉수) -호랑이 선생님-

| - 강문희(강혜정) - 황치훈(하민혁) - 신민경(이말숙) - 천동석(천동석) - 이연수(이연수) - 정혜욱(정혜옥) - 최정원(최정원) - 신양희(신상희) - 김성애(김성애) - 심지숙(심지숙) - 박희정(박희정) - 김정민(김재민) - 신성균, 김형중, 김지훈, 김소연, 최용팔, 이종희, 곽준호, 이창희, 이정용, 윤유선, 조희선, 엄효정 | - 안정훈(장기철) - 이윤정(강영미) - 주희(주희) - 이재학(이재학) - 이만성(손영우) - 엄효정(박정은) - 김수겸(주경이) - 윤진영(윤진영) - 김진만(김진만) - 이혜민(이혜민) - 곽준경(이상진) - 이용주(이용주) - 김윤태, 이상용, 조상문, 현재연, 김화경, 이승희, 황혜영, 정나정, 신지원, 김현성, 서은영, 이종호, 양승민, 이금화, 박지윤, 김유신, 김재민, 강기선, 우종윤 | - 최상진(최상진) - 김민욱(김민욱) - 최문선(최문선) - 강민경, 이미나, 박인섭, 김상덕, 황유선, 박보윤, 김유신, 김상태, 최호창, 조인표, 김시연, 김주희, 전유진, 유경아, 정은영, 이상아 |

| - 조한려(교사) | - 김민희(주희 동생) - 김정하, 김용건, 엄유신, 신충식(학부모) - 김영옥(이재학 어머니) - 오경애(교사) | - 양희경(교사) |